# Shi Pei Pu
Shi Pei Pu (en chino, 时佩璞; pinyin, Shí Pèi Pú) (Shandong, China, 21 de diciembre de 1938 - París, Francia, 30 de junio de 2009) fue un cantante de ópera y espía chino. Shi es principalmente conocido por su relación de veinte años con Bernard Boursicot, un diplomático francés a quien convenció de que era una mujer y de quien obtuvo numerosos secretos de estado. Shi también afirmó haber tenido un hijo con Boursicot, Shi Du Du, en 1965. La historia llegó a los titulares en Francia cuando se revelaron los hechos en 1983.
La historia de Shi y Boursicot inspiró la creación de la obra M. Butterfly (1988) del escritor estadounidense David Henry Hwang, la cual fue producida en Broadway. La obra también fue adaptada a una película homónima en 1993 protagonizada por Jeremy Irons y John Lone.

## Biografía

### Primeros años
Shi Pei Pu nació el 21 de diciembre de 1938 en la provincia de Shandong, China. Su padre era un profesor universitario, mientras que su madre también era profesora. Shi fue el tercer hijo de la familia; tuvo dos hermanas que eran varios años mayores que él. Shi creció en la ciudad de Kunming, en la provincia de Yunnan, donde aprendió francés y asistió a la Universidad de Yunnan, de la cual se graduó con un título en literatura. Para la edad de diecisiete años, Shi ya se había convertido en actor y cantante de cierto renombre. A sus veinte años, Shi escribió obras de teatro sobre trabajadores.

### Relación con Boursicot
Bernard Boursicot nació en Francia y tenía veinte años cuando obtuvo un trabajo como contador en la embajada francesa en Pekín. La embajada fue inaugurada en 1964, la primera conexión occidental en China desde la Guerra de Corea. Boursicot registró en su diario que sólo había tenido relaciones sexuales con compañeros varones en la escuela, y que deseaba conocer a una mujer y enamorarse. Boursicot conoció a Shi, en ese entonces de veintiséis años, en una fiesta de Navidad en diciembre de 1964. Shi estaba vestido como hombre, y había estado enseñando chino a familias de los trabajadores de la embajada. Le dijo a Boursicot que era "una cantante de ópera de Pekín que había sido obligada a vivir como un hombre para satisfacer el deseo de su padre de tener un hijo". Ambos desarrollaron rápidamente una relación sexual, con Boursicot convencido de que Shi era una mujer.
Después de que su relación con Shi fue descubierta por el gobierno chino, Boursicot fue presionado para que proporcionara documentos secretos de sus publicaciones en Pekín entre 1969 a 1972 y en Ulán Bator, Mongolia, entre 1977 a 1979. Shi recibió más de 500 documentos. Cuando Boursicot estuvo estacionado fuera de China, veía a Shi con poca frecuencia, pero mantenían su relación sexual. En 1965, Shi afirmó estar embarazada de Boursicot y usó a un bebé llamado Shi Du Du (luego llamado Bertrand por Boursicot y su familia) que Shi había comprado a un doctor en la provincia de Xinjiang.
Shi y su hijo adoptivo fueron llevados a París en 1982, después de que Boursicot pudo hacer arreglos para que ingresaran a Francia. Boursicot fue arrestado por las autoridades francesas el 30 de junio de 1983, y Shi fue arrestado poco después. Bajo custodia policial, Shi explicó a los doctores cómo había escondido sus genitales para convencer a Boursicot de que era una mujer. También reveló que Shi Du Du, su supuesto hijo, había sido comprado a un doctor en Xinjiang. Tras descubrir la verdad de su relación, Boursicot intentó suicidarse cortándose la garganta, pero sobrevivió. La divulgación pública del asunto llevó a que Boursicot fuera objeto de burla en Francia.

### Sentencia
Shi y Boursicot fueron condenados por espionaje en 1986 y sentenciados a seis años de prisión. Shi fue indultado por el presidente François Mitterrand en abril de 1987, en un intento por calmar las tensiones entre Francia y China, por sobre lo que se describió como un caso "muy tonto" y sin importancia. Boursicot fue indultado en agosto de ese mismo año.
La historia de Shi y Boursicot inspiró la creación de la obra M. Butterfly (1988) del escritor estadounidense David Henry Hwang. B.D. Wong interpretó a Song Liling, un cantante de ópera y espía chino basado en Shi Pei Pu. La obra fue una producción original de Broadway.

## Últimos años y muerte
Después de su perdón, Shi volvió a actuar como cantante de ópera, mostrándose reacio a compartir detalles sobre su relación con Boursicot, afirmando que "[yo] solía fascinar tanto a los hombres como a las mujeres" y, que "lo que yo era y lo que ellos eran no importaba". Shi habló con poca frecuencia con Boursicot en los años siguientes; sin embargo, en los meses previos a su muerte le dijo a Boursicot que aún lo amaba.
Shi murió el 30 de junio de 2009 en París, a la edad de setenta años. A Shi le sobrevive su hijo adoptivo, Shi Du Du, quien más tarde se casó y tuvo tres hijos. Boursicot fue notificado en un asilo de ancianos sobre la muerte de Shi, y comentó que «él hizo tantas cosas contra mí sin piedad, creo que es estúpido jugar otro juego ahora y decir que estoy triste. El plato está limpio ahora. Ahora soy libre».